# Wenhua Qiaoliang Trilingual National School
Wenhua Qiaoliang Trilingual National School is een school in Bali, Indonesië. Het werd in 1966 gesticht en had toen ongeveer driehonderd leerlingen. De school was de eerste openbare school waar de Chinese taal werd gebruikt. Naast Chinees onderwijst de school ook in het Indonesisch en Engels. De leerlingen komen van verschillende bevolkingsgroepen: Chinese Indonesiërs, autochtone Indonesiërs en Europeanen.